# Smilodon
Smilodon (del griego antiguo σμίλη o smilē, «escalpelo» o cuchillo de doble hoja; y ὀδoύς u odoús, «diente») es un género extinto de félidos de dientes de sable de la subfamilia de los macairodontinos. Apareció en América del Norte a finales del Plioceno y se expandió a América del Sur durante el Gran intercambio americano. Se reconocen tres especies de este género: Smilodon gracilis, Smilodon fatalis y Smilodon populator. Se estima que los mayores ejemplares de la especie Smilodon populator podrían haber excedido los 400  kg, superando de este modo al tigre siberiano moderno por el título del mayor félido de todos los tiempos (Más de 300 kg para los ejemplares más grandes reportados).  Pero en comparación con la mayor parte de félidos la característica más distintiva del género son sus enormes caninos, que lo convirtieron desde su descubrimiento en uno de los mamíferos prehistóricos más populares. Esta característica, que Smilodon comparte con algunos otros géneros, ha valido a estos animales el sobrenombre popular de «tigres de dientes de sable» (o «felino dientes de sable»), término en realidad inadecuado ya que se trata de especies distintas del tigre actual, además de que por un fenómeno de convergencia evolutiva también existieron otros mamíferos carnívoros de dientes de sable que no estaban en absoluto relacionados con los macairodontinos, como por ejemplo el género de metaterio Thylacosmilus.
Las especies del género Smilodon se extinguieron con probabilidad a raíz de las extinciones masivas de megafauna que tuvieron lugar a finales del Pleistoceno y la consecuente modificación radical de los ecosistemas que ocasionaron estas extinciones. Se considera hoy en día que la causa más probable de estas extinciones sea la llegada de los humanos a continentes a los que nunca antes habían tenido acceso. Efectivamente, estos fenómenos de extinción masiva de especies de relativamente gran tamaño coinciden casi invariablemente con la aparición de la especie humana en Europa, Asia Septentrional, Oceanía, y las Américas del Norte y del Sur.

## Morfología

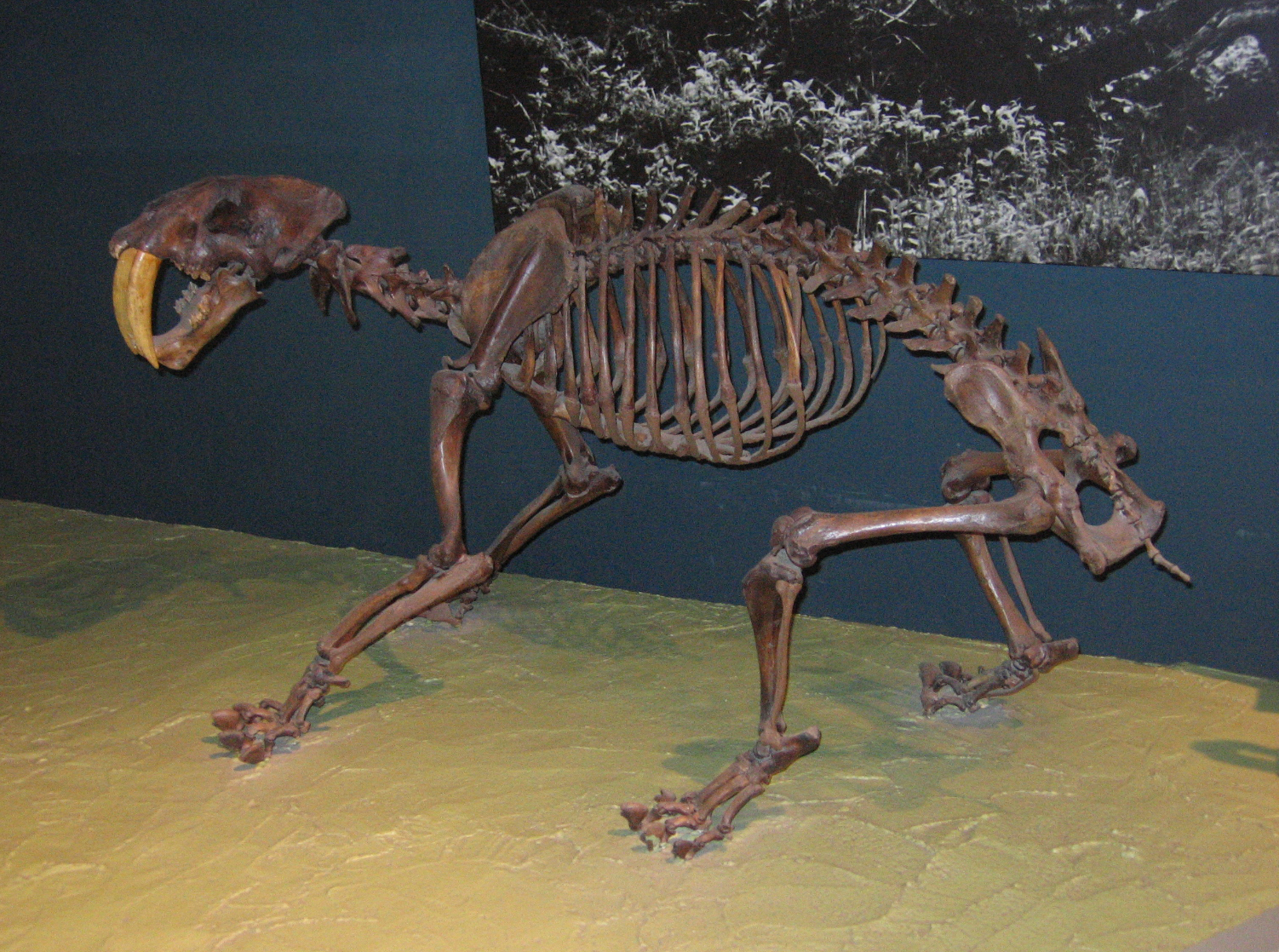
Esqueleto de Smilodon fatalis (clasificado como S. californicus).

El cerebro de Smilodon tenía en proporción a su peso un tamaño menor comparado con los grandes felinos actuales; pero a diferencia de estos, tenía un bulbo olfatorio más desarrollado. Esto permite intuir que este macairodontinos tenía un buen sentido del olfato. Un ejemplar adulto pesaba entre 51 y 358 kilogramos, según la especie a la que perteneciera. Tenía un cuello muscular y largos colmillos. Sus huesos distales de las extremidades y cola relativamente cortos, indican que era menos rápido que los grandes felinos actuales. En cambio, sus extremidades anteriores eran muy fuertes; La pared de hueso cortical de su húmero era un 15 % más gruesa de lo esperado para grandes felinos modernos en relación con su longitud, indicando un gran desarrollo muscular de sus cuartos delanteros. La gran fuerza de las extremidades anteriores le resultaba especialmente útil si se tiene en cuenta la dificultad que le representaría mantener a sus grandes presas a ras de suelo mientras las sometía. Como en la mayoría de felinos, sus garras eran retráctiles. Muchas de estas características hacen que Smilodon se asemejara más al lince rojo y la pantera nebulosa, que a los grandes félidos como el león y el tigre.
La presencia de dientes de sable en la totalidad de los ejemplares de Smilodon descubiertos indica que los colmillos no formaban parte de ningún tipo de dimorfismo sexual, sino que ambos sexos los poseían. Del mismo modo, las dimensiones corporales entre ambos sexos no variaban mucho, por lo que si en verdad este felino vivió en grupos, su manada bien pudo tener comportamientos similares a la de los actuales cánidos o hienas.

### Dientes de sable

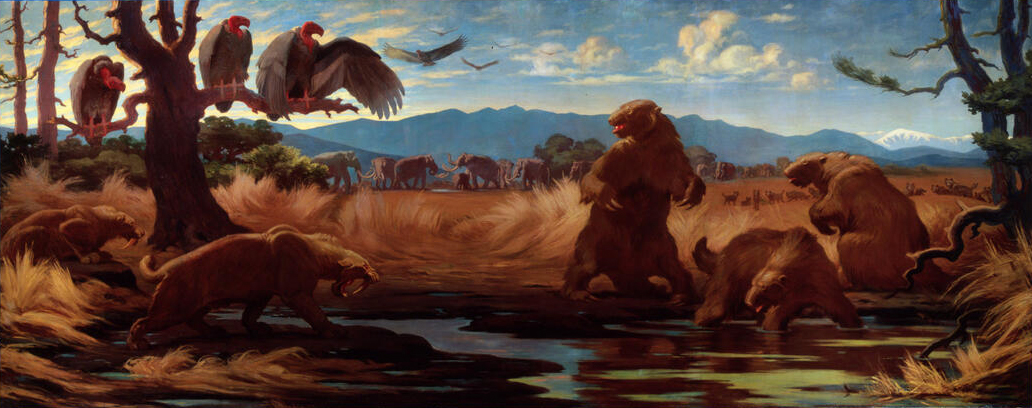
Dos S. fatalis en posición de ataque frente a varios Paramylodon por Charles R. Knight, (1921).

Los dientes de sable son exactamente los caninos homólogos de los que están dotados todos los félidos. Es por la forma larga y curvada de estos caninos que se conoce popularmente a las especies del género Smilodon como «tigres de dientes de sable».
Los dientes de sable se suelen asociar con los felinos macairodontinos, pero esta característica ha aparecido en forma independiente (evolución convergente) como mínimo en cuatro tipos diferentes de mamíferos; los macairodontinos, los nimrávidos, los creodontos, y los borhiénidos. Dentro de los grupos mencionados, Smilodon poseía los dientes de sable más largos; en el caso de Smilodon populator llegaban a medir hasta veinte centímetros. Los colmillos tardaban más tiempo en crecer que los caninos normales. Mediante el estudio de las variaciones en los isótopos del oxígeno, presentes en los dientes fósiles hallados en el Rancho La Brea, Los Ángeles, Robert S. Faranec llegó a la conclusión de que S. fatalis tardaba dieciocho meses en desarrollar sus colmillos por completo. El ritmo de crecimiento dental era más rápido que el de los leones actuales; la causa de la demora para desarrollar sus colmillos se debía a que estos tenían que alcanzar una mayor longitud.
Los felinos suelen matar a las presas mordiéndolas en la nuca, fracturándoles la columna cervical. Para hacerlo, los grandes felinos utilizan colmillos especialmente adaptados para romper huesos. En cambio, la finalidad de los dientes de sable no era esta, ya que por su longitud eran relativamente frágiles y susceptibles de romperse si el animal los utilizaba para partir huesos. Es mucho más probable que tuviesen una utilidad letal doble; Smilodon los utilizaría para morder el cuello de las presas, bloqueándoles el flujo respiratorio por la tráquea y cortándoles las principales arterias que irrigan el cerebro. Para que esta operación no supusiera un riesgo para los dientes de sable, el animal debía mantener inmovilizada a la presa.
A pesar de que tenía una constitución más fuerte comparado con los otros grandes felinos, la mordedura de Smilodon era más débil. Los grandes felinos actuales tienen arcos cigomáticos más pronunciados, mientras que en Smilodon eran más pequeños; en tal grado, que limitaban la potencia del músculo temporal, reduciendo la potencia de su mordedura. El análisis de su estrecha mandíbula indica que solamente podía morder con el tercio de la potencia de un león.
Los dientes de sable con los colmillos más largos tenían una mordedura proporcionalmente más débil. Del mismo modo, los análisis de la fuerza de torsión de los caninos (la capacidad de los dientes caninos de resistir fuerzas de torsión sin partirse) indican que los dientes eran más fuertes en relación con la fuerza de mordedura que los grandes felinos actuales. Además, Smilodon podía abrir la boca hasta un ángulo de 90°, mientras que el león solamente posee una apertura de 65°. 
Se ha estimado que la fuerza de flexión aplicada desde atrás hacia adelante necesaria para romper un canino superior de Smilodon fatalis sería de 7000 Newtons, en comparación, en leones y tigres, dos depredadores de tamaño similar, se necesitaría una fuerza de flexión de 8243 y 7440 Newtons, respectivamente.

## Comportamiento

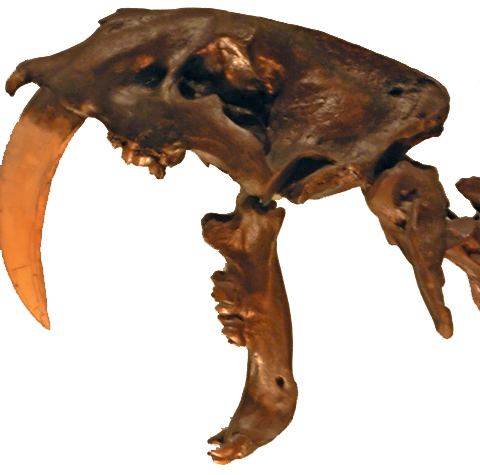
Cráneo y colmillos de S. fatalis.

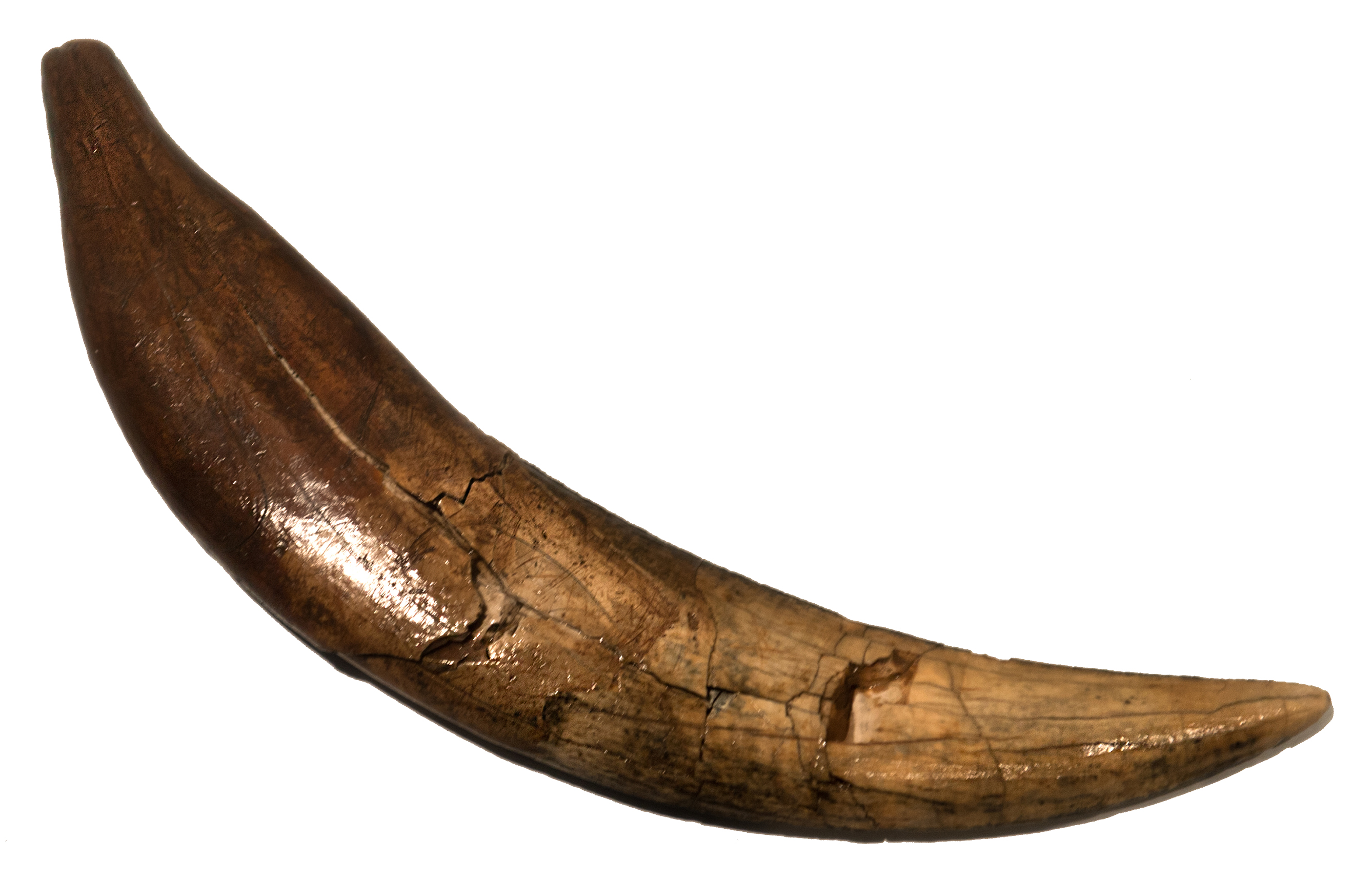
Colmillo de S. fatalis.

El comportamiento social de este felino es incierto. Según algunos paleontólogos, el hallazgo de fósiles con heridas graves es una prueba de que Smilodon vivía en grupos, ya que el análisis de los huesos muestra que éstos se encontraban curando. Esto resultaría imposible si se tratara de un cazador solitario, pues habría muerto mucho antes. Esto muestra que los Smilodon cuidaban de los compañeros heridos o, como mínimo, que compartían el alimento con ellos. Además, vivir en grupos también habría ayudado a competir contra los leones americanos, los Homotherium serum, osos de cara corta, osos pardos, negros y los lobos Canis dirus y grises. 
Una hipótesis alternativa sugiere que más que cuidado grupal de los heridos, los felinos con dientes de sable heridos sobrevivieron a sus heridas y se recuperaron debido a la capacidad natural propia de los felidos de sobrevivir y curarse rápidamente de lesiones fatales para los humanos.
A causa de su tamaño, los dientes de sable tardaban más en crecer que los dientes caninos normales. Por este motivo, es posible que los ejemplares jóvenes no pudieran hacer uso de ellos para cazar y se vieran obligados a mantenerse dentro del grupo, siendo alimentados por los adultos durante un tiempo mayor que los grandes felinos actuales.

### Caza y alimentación
Se alimentaba de una gran variedad de presas, en las que se encontraban bisontes, alces, ciervos, camellos americanos, perezosos gigantes, crías de mamuts y mastodontes.
Los grandes felinos actuales matan a sus presas mediante estrangulación, lo cual puede llevar hasta 13 minutos para un león.  Probablemente, los músculos de la mandíbula de Smilodon fueran demasiado débiles como para hacerlo, y sus colmillos serían propensos a partirse durante una lucha prolongada. Una investigación publicada en 2007 llegó a la conclusión de que Smilodon fatalis aprovechaba la enorme fuerza de sus miembros delanteros para derribar a sus presas, y a continuación utilizaba sus dientes de sable para morder el cuello de la presa para cortar la yugular, las carótidas y la tráquea, matándola rápidamente. Los investigadores señalaron que esta técnica podría haber convertido a Smilodon en un depredador más eficiente que los tigres o los leones actuales,  pero también habrían sido más dependientes de la disponibilidad de grandes animales. Este estilo de caza tan especializado podría haber contribuido a su extinción, ya que al tener que matar a pequeñas y rápidas presas sería mucho menos eficaz.
Mediante una máquina que simula los movimientos cervicales y mandibulares, y que recrea la dentición en Smilodon fatalis (El "Robocat"), se ha comprobado experimentalmente que la técnica de apuñalamiento al cuello es la más plausible y práctica de todas las técnicas hipotetizadas, con diferencia.
Gracias al hallazgo de la correlación entre el tamaño relativo de la placa cribriforme y el repertorio de genes receptores olfatorios funcionales, se ha encontrado que S. fatalis tenía un repertorio ligeramente menor que el de los félidos modernos con 600 genes receptores olfatorios, comparado a los 677 de un gato doméstico. Esto indica que S. fatalis usaba menos el olfato para sus actividades diarias que los félidos modernos.

## Hábitat

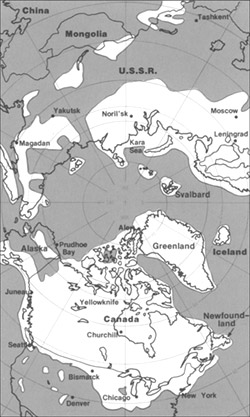
Máxima extensión de la edad del hielo a la región ártica durante el Plioceno.

En la época de transición entre el Plioceno y el Pleistoceno, los continentes se encontraban prácticamente en la misma posición que tienen actualmente. Las placas tectónicas sobre las que reposan probablemente no se han movido más de 100 km en relación las unas a las otras desde principios del Pleistoceno.
El clima del Pleistoceno se caracterizaba por ciclos glaciales repetidos en que los glaciares continentales llegaban hasta el paralelo 40 en algunos puntos. Se calcula que, durante el máximo glacial, el 30% de la superficie de la Tierra estaba cubierta de hielo. Además, una zona de permafrost se extendía hacia el sur desde el límite de la capa de hielo, unos pocos cientos de kilómetros en Norteamérica y más lejos aún en Eurasia. La temperatura anual media en el límite del hielo era de -6 °C; el límite del permafrost, de 0 °C.
Al sur de las capas glaciales se acumularon grandes lagos debido a que las vías de drenaje estaban bloqueadas y el aire más frío reducía la evaporación. El centro-norte de Norteamérica estaba completamente cubierto por el lago Agassiz. Más de cien cuencas, actualmente secas o casi secas, rebosaban de agua en el oeste americano. El lago Bonneville, por ejemplo, se encontraba donde actualmente se halla el Gran Lago Salado. En Eurasia se desarrollaron grandes lagos como resultado del deshielo de los glaciares. Los ríos tenían un caudal más alto y se entrecruzaban. Los lagos africanos tenían niveles más altos, debido posiblemente a una menor evaporación.
A causa del clima, más frío y más seco que hoy en día, los desiertos eran más secos y extensos. Las precipitaciones eran menores debido a la reducción de la evaporación oceánica y continental, por lo que los bosques eran raros. El ecosistema terrestre predominante eran las grandes planicies de hierba, los prados y las sabanas de sauces. Las estepas cubrían gran parte de la zona subglacial en Eurasia.
Las condiciones climáticas permitían una diversidad vegetal que soportaba muchas especies diferentes de animales, que normalmente habitarían en zonas diferentes. Especies que actualmente viven en regiones septentrionales del hemisferio norte, como los lemmings, convivían con especies que actualmente viven más al sur, como las mofetas. R. Dale Guthrie argumenta que la larga temporada de crecimiento de las plantas del Pleistoceno, favorecía más la diversidad que la homogeneidad. Esto, debido a que estos ecosistemas eran mejores para los animales menos especializados que necesitaban alimentarse de diferentes tipos de animales para hacerlo adecuadamente.
Smilodon vivía en las grandes planicies que existían tanto en Norteamérica como en Sudamérica. La abundancia y la calidad de los alimentos vegetales permitía que prosperaran especies de mamíferos grandes; la flora del Pleistoceno era especialmente nutritiva debido a que el clima severo obligaba a las plantas a acumular fibras y carbohidratos para poder sobrevivir. Smilodon dependía de estos grandes mamíferos para alimentarse, pues su fisiología y su método de caza estaban especializados para atrapar presas de gran tamaño.

## Fósiles

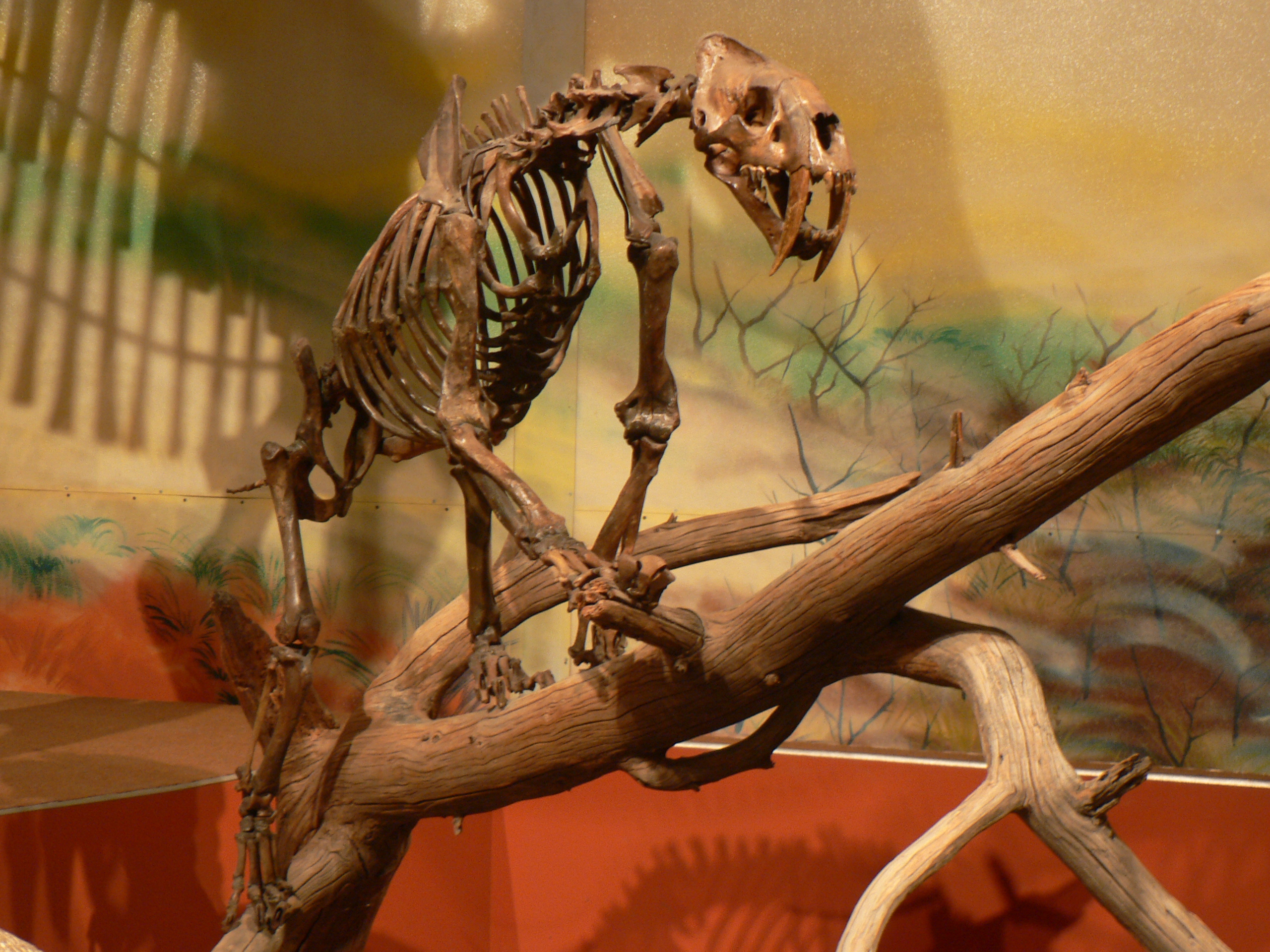
Esqueleto de un S. fatalis posado en una rama.

Se han encontrado restos fósiles de las diferentes especies de Smilodon en Estados Unidos, América Central y Sudamérica. Aunque la inmensa mayoría de fósiles del género hallados en Estados Unidos, se han desenterrado del Rancho La Brea, también se han encontrado restos en Oklahoma y en Nuevo México.

### Rancho la Brea
El Rancho La Brea es una zona de California (Estados Unidos) célebre por los numerosos lagos de asfalto que posee. A lo largo de las últimas decenas de miles de años, se ha filtrado asfalto del suelo, formando cientos de charcas pegajosas en las cuales los animales quedaban atrapados, muriendo finalmente por la imposibilidad de salir. El asfalto también contribuía a la fosilización de los restos de los animales. En este yacimiento se han hallado cerca de 6000 ejemplares de aves, unos 3500 especímenes de mamíferos y gran cantidad de reptiles, anfibios y peces.
Entre muchos otros mamíferos de la edad de hielo, uno de los animales más comunes en el yacimiento es Smilodon, del que se han encontrado numerosos fósiles. Lo más probable es que los felinos se acercaran a las balsas de asfalto atraídos por el olor de los animales muertos, quedando también atrapados. Los fósiles de S. fatalis suman aproximadamente un tercio del total de los fósiles de mamíferos encontrados en La Brea, con ejemplares de todas las edades y en todos las etapas de desarrollo dental. También se encontró el único fósil conocido de dientes de sable con la boca cerrada.

## Extinción

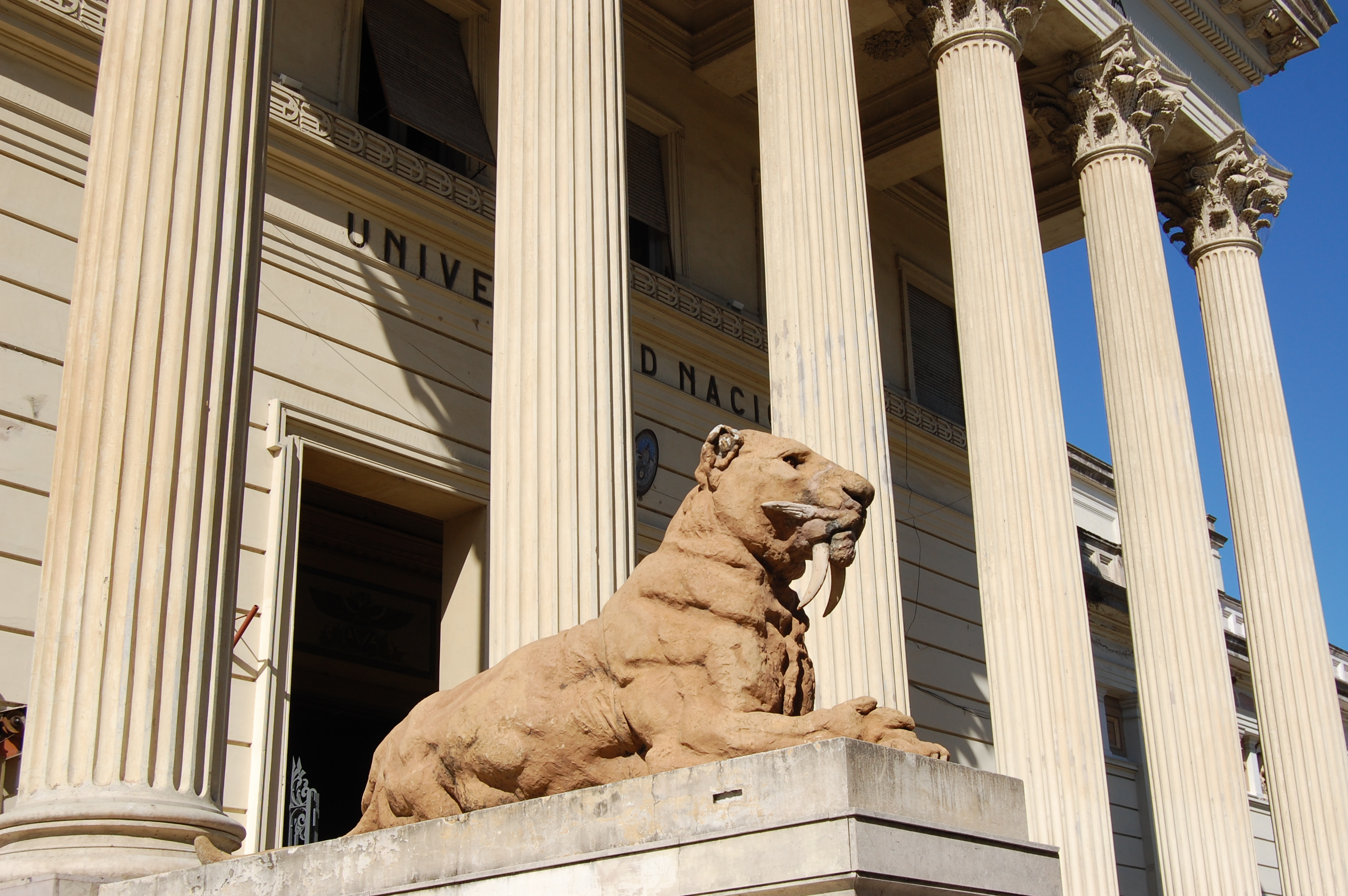
Estatua de Smilodon a la entrada del Museo de La Plata, Argentina.

Smilodon se extinguió hace aproximadamente doce mil años, como parte de la megafauna que desapareció a finales del Pleistoceno tras la llegada del hombre al continente. Otras víctimas de esta extinción fueron los mamuts, los elefantes, los ciervos gigantes, los armadillos gigantes Glyptodon y Toxodon, los megaterios, los camellos, los caballos, el estogomastodon, y los forusrácidos entre otros. Parece que la causa de la extinción en el caso del Smilodon no fue la caza directa, siendo en lugar de ello una consecuencia de la desaparición de las grandes presas que cazaba a manos del hombre. Posteriormente, al ser incapaz de adaptarse para atrapar presas más pequeñas y rápidas, a causa de su constitución pesada, se extinguió por falta de alimento. Como en el caso de la mayoría de animales de la megafauna del Pleistoceno, existen tres hipótesis principales para explicar la extinción de los grandes mamíferos y, por consiguiente, de Smilodon.

### Caza por parte de los humanos
Hoy en día es la hipótesis más aceptada como única causa de la extinción de la megafauna en el planeta. En varias ocasiones en los últimos cientos de miles de años, las especies del género Homo han causado la extinción de numerosas especies de animales por la caza excesiva. Es lo que se conoce como fenómenos de extinción masiva por causas antrópicas. En el caso de las extinciones masivas de megafauna del Pleistoceno, todas coinciden en el tiempo con las sucesivas llegadas de nuestra especie a nuevos continentes. Así coinciden extinciones masivas y nuestra llegada en el caso de Europa, de Asia Septentrional, de Oceanía y de ambas Américas. Con la llegada de los humanos a América, la caza de mamuts, elefantes, camellos, caballos, armadillos gigantes, perezosos gigantes y otros muchos géneros de grandes mamíferos habría llevado a la extinción de las presas de las que dependía Smilodon. Con el paso del tiempo, esta situación se habría vuelto insostenible para los felinos, los cuales terminarían por extinguirse.
Los proponentes de esta hipótesis, postulada por primera vez por Paul S. Martin de la Universidad de Arizona en la años sesenta, destacan la inequívoca coincidencia de la expansión de los humanos en todo el mundo con la extinción de numerosas especies de animales. La prueba más convincente de esta teoría es que el 80 % de las especies de grandes mamíferos de Norteamérica se extinguieron en los mil años siguientes a la llegada de los humanos al continente. Otro ejemplo es el de Madagascar, colonizado desde hace aproximadamente 1500 años, donde se extinguieron en los siglos siguientes a la llegada de los humanos los hipopótamos que allí habitaban, lo mismo que los grandes primates como el lémur gigante (Megaladapis). Lo mismo ocurrió en Nueva Zelanda hace 7 siglos, y lo mismo había ocurrido antes en Eurasia cuando nuestra especie salió de África. Solo en el sur de Asia y en África, donde la megafauna ha coevolucionado con el hombre desde el principio y lo reconoce como depredador, una parte importante de la megafauna ha logrado llegar hasta nuestros días.
En cambio, quienes se oponen a esta teoría argumentan que los métodos de caza primitivos de los humanos prehistóricos no podrían haber tenido un impacto tan profundo sobre las poblaciones de mamíferos y ponen el ejemplo de África, donde los humanos llegaron mucho antes y sin embargo no hubo ninguna extinción significativa. Pero lo cierto es que los humanos nunca llegaron a África, sino que aparecieron y evolucionaron allí, por lo que la mayoría de las especies de megafauna tuvo tiempo de desarrollar mecanismo instintivos para evitar a los humanos. Lo cierto es que las técnicas de caza y la capacidad intelectual de nuestra especie eran hace ya 200.000 años las mismas que las de grupos de cazadores-recolectores actuales.
Otro de los argumentos en contra de esta hipótesis es que, en la naturaleza, los depredadores no acostumbran a cazar las presar hasta agotarlas, pues las necesitan para alimentarse y durante las temporadas de reproducción. Este argumento no se sostiene porque sabemos de forma fehaciente que el hombre ha causado la extinción por caza excesiva de infinidad de especies, incluidos en tiempos históricos los moas de Nueva Zelanda, los elefantes, osos, leones y leopardos del Magreb o los leones, tigres, uros y bisontes en Europa, todos ellos llevados a la extinción en los últimos dos milenios. Los ejemplos de extinción de presas causada por el hombre son tan abundantes que los argumentos en contra de esta hipótesis son considerados hoy en día como obsoletos y carentes de rigor científico.

### Cambio climático
Hace unos 13 mil años, la temperatura y la humedad empezaron a aumentar a nivel global, permitiendo la migración de vegetales comestibles hacia el norte. Durante un tiempo, los grandes mamíferos de la región septentrional del hemisferio norte pudieron aprovechar este incremento del alimento disponible, pero finalmente el cambio climático acabó perjudicándolos. Las nuevas condiciones climáticas daban ventaja a los árboles que prosperaron a expensas de los arbustos, de las que se alimentaban los mamuts y otros mamíferos grandes. Algunos de los animales, como los bisontes y los alces, se adaptaron a las nuevas condiciones, pero otros, como los mamuts, se fueron diezmando y terminaron por extinguirse.

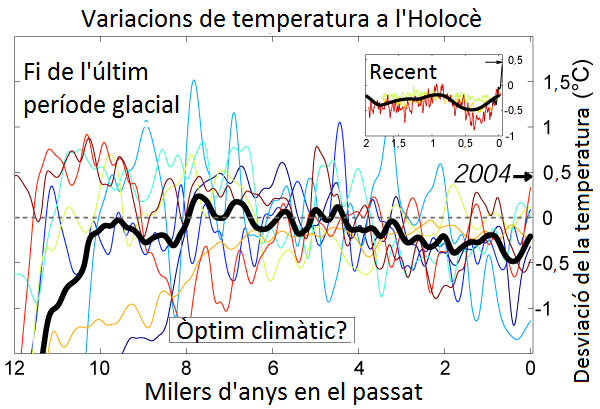
Variación de las temperaturas en los últimos doce mil años, incluyendo el óptimo climático del Holoceno.

Además del cambio en la vegetación y en los ecosistemas, el incremento de la temperatura (6 °C entre 13 000 y 8000 años a. C.) habría añadido mucha presión a los mamíferos adaptados al frío, causando finalmente su extinción. En el caso de Smilodon, el mayor problema causado por este cambio climático habría sido la apertura de los bosques. El fin de la era glacial debió haber perturbado el equilibrio de la flora, alterando la cadena alimentaria de los mamíferos desde la base.
Por otra parte, investigaciones recientes han demostrado que la temperatura media anual del período interglaciar actual, que viene ocurriendo desde hace 10 000 años no es mayor a la estimada para los periodos interglaciares anteriores, de manera que los mismos mamíferos grandes ya habían sobrevivido a incrementos similares de la temperatura en muchas ocasiones. Por tanto, el aumento de la temperatura no es una explicación plausible y hoy en día se tiende a desechar.

### Agentes infecciosos

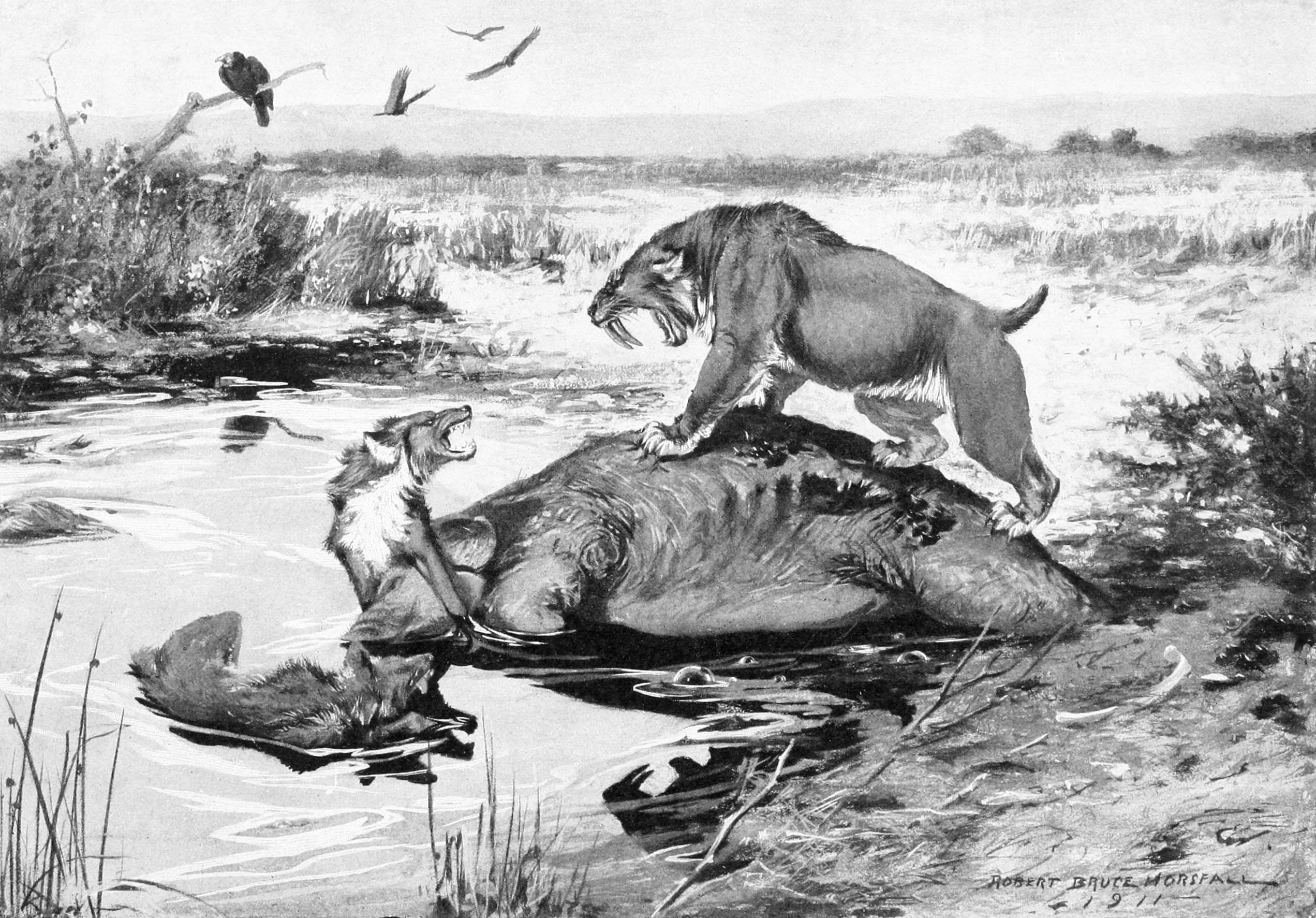
Un S. californicus y varios Canis dirus luchando por los restos de un Mammuthus columbi por Robert Bruce Horsfall (1913).

La idea de los agentes infecciosos es más una elucubración que una hipótesis científica, y atribuye la extinción de los grandes mamíferos del Pleistoceno Superior a los efectos indirectos de la llegada de los humanos. Esta teoría postula que los humanos, o los animales que viajaban con ellos, introdujeron unas supuestas infecciones altamente virulentas en poblaciones vulnerables de mamíferos nativos como los mamuts, causando finalmente su extinción. Según esta idea los mamuts y otras especies grandes serían más vulnerables a la extinción que las especies más pequeñas que poseen una mayor tolerancia gracias a su estilo de vida (gestación más corta, mayores poblaciones, etc.). Esta idea pretende que los humanos trajeron un nuevo y letal agente infeccioso que solo afectó a la megafauna y que nunca había pasado antes a América, ya que migraciones anteriores de mamíferos hacia Norteamérica desde Eurasia no habían causado extinciones.
El problema principal de esta idea es que carece por completo de rigor científico, ya que no se ha encontrado ningún tipo de prueba de enfermedades de este tipo y es imposible que afectara a familias completamente diferentes entre sí. Una enfermedad debe ser extremadamente virulenta para exterminar a todos los individuos de un género o especie, no hay precedentes de que una enfermedad haya causado la extinción de familias distintas jamás. Incluso una enfermedad tan virulenta como el virus del Nilo Occidental difícilmente podría causar una extinción. Finalmente, es imposible que una enfermedad pudiera ser a la vez lo suficientemente selectiva como para no matar especies suficientemente relacionadas pero de diferente tamaño y lo bastante indiscriminada como para matar diferentes tipos de especies animales (aves, mamíferos, reptiles).

## Especies

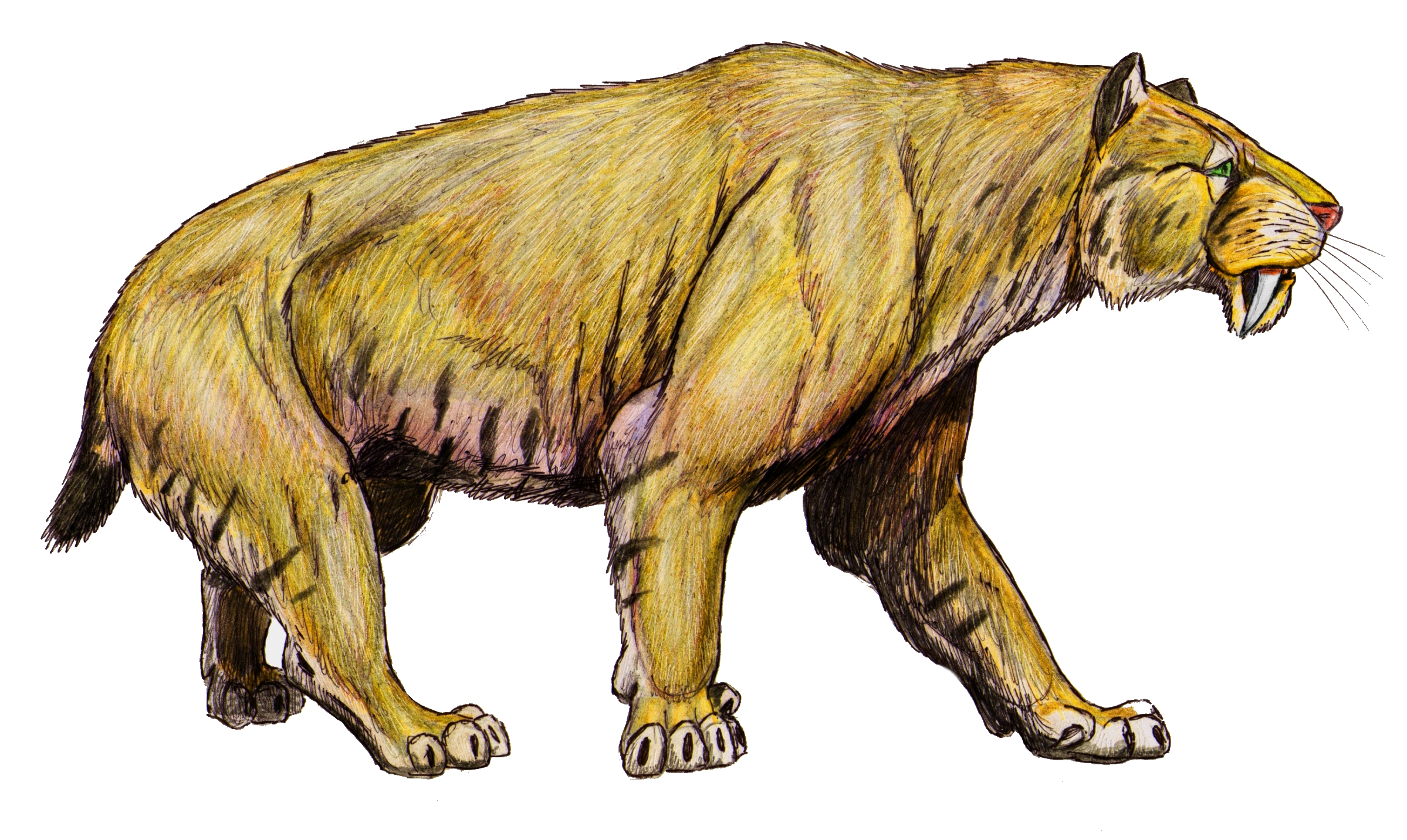
Recreación en vida de un Smilodon populator.

El género Smilodon fue descrito por el naturalista y paleontólogo danés Peter Wilhelm Lund en 1841. Lund descubrió fósiles de Smilodon populator en cuevas cercanas al pequeño pueblo de Lagoa Santa, en el estado brasileño de Minas Gerais. Desde entonces se han descrito varias especies, pero actualmente sólo se reconocen tres.

### Smilodon fatalis

Comparación de tamaño de los miembros del género Smilodon con un humano de estatura promedio (180 cm de altura).

Esta especie fue descrita por Joseph Leidy el 1869. Surgió hace aproximadamente 1,6 millones de años en Norteamérica, de donde emigró a Sudamérica durante el gran intercambio americano, llegando tan al sur como Uruguay. Pesaba entre 157 y 281 kg y medía 1 metro de altura al hombro.Su masa corporal estaba a la par de la de un tigre siberiano macho (175–260 Kg; Promedio de 221 Kg). Se han encontrado cientos de fósiles en el yacimiento de Rancho La Brea, California. S. californicus y S. floridus son actualmente consideradas subespecies de S. fatalis. La primera de estas subespecies es el fósil estatal de California.

### Smilodon gracilis
Fue descrita por Edward Drinker Cope en el año 1880. Es la especie más primitiva de Smilodon, apareciendo en los Estados Unidos hace aproximadamente 2,5 millones de años y extinguiéndose hace aproximadamente 300 000 años. Sólo pesaba 51 a 99 kg, con ejemplares excepcionales grandes alcanzando los 130 kg, lo que la hace la especie más pequeña del género estando a la par de un jaguar en tamaño. Pudo haber evolucionado de Megantereon. Sus muelas carniceras tenían una forma triangular característica y estaban dotadas de un protocono. Se extendió hacia el suroeste de los Estados Unidos, hace aproximadamente dos millones de años.

## Gran intercambio americano
En la primera mitad del Plioceno, la formación del istmo de Panamá unió las masas terrestres de Norteamérica y Sudamérica. La unión de ambos continentes permitió que todo tipo de animales terrestres (mamíferos, reptiles, aves no voladoras, artrópodos ) e incluso peces de agua dulce migraran de Norteamérica a Sudamérica y viceversa a través de Mesoamérica. Esta choque de faunas tendría consecuencias drásticas, especialmente para la fauna de Sudamérica. Este evento llegó a su punto más álgido durante el Piacenziense, hace tres millones de años y es conocido como el Gran Intercambio Americano.
Las diferentes especies de Smilodon fueron de los animales más beneficiados con este evento. Las especies de América del Norte migraron a Sudamérica, sustituyendo a las aves del terror como superdepredadores de las planicies pampeanas. La mayor especie del género y de toda la familia de los macairodontinos, S. populator, evolucionó en Sudamérica y probablemente terminó siendo el causante de la extinción del dientes de sable marsupial Thylacosmilus. Ambas especies competían por presas como Macrauchenia o Toxodon y el marsupial no fue capaz de competir con los euterios.

## En la cultura popular
Walking With Beasts

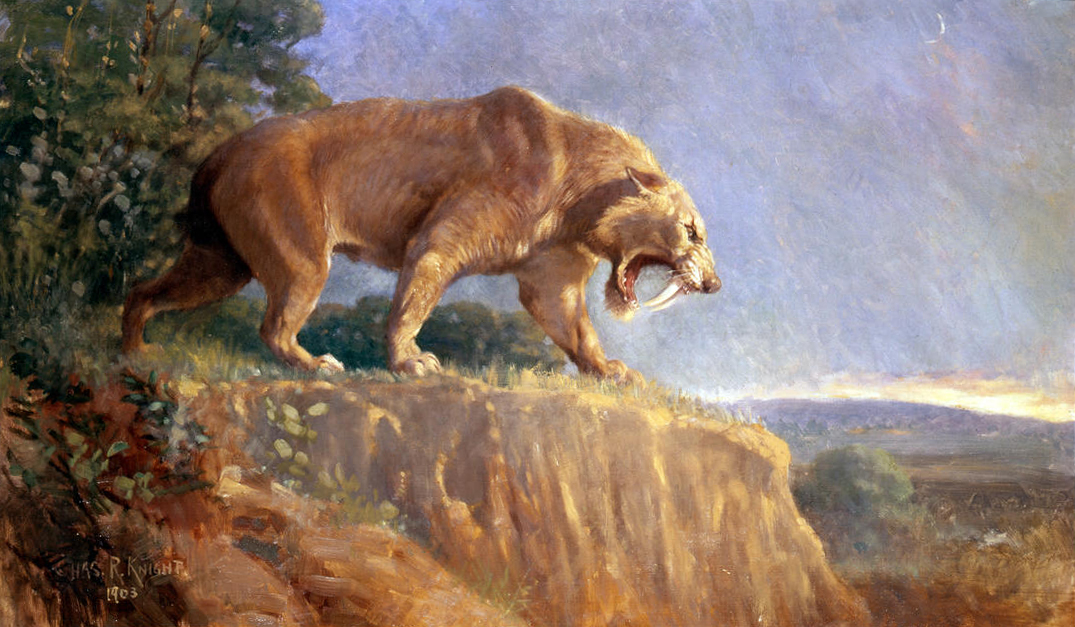
Recreación histórica de Charles R. Knight.

Un macho de Smilodon es uno de los protagonistas del quinto episodio de la serie de paleontología de la BBC Walking with Beasts. El episodio narra la lucha del macho con dos machos rivales por el dominio de su grupo, su derrota y la posterior recuperación de su posición como macho dominante.
La primera aparición de Smilodon es una cría que está siendo perseguida por un par de forusrácidos (aves carnívoras de casi tres metros de altura). La cría intenta huir pero es atrapada por estos. Cuando los pájaros están a punto de matar y comerse la cría, llega un ejemplar adulto de Smilodon que los ahuyenta, simbolizando el cambio de mando que está teniendo lugar en América del Sur.
El macho que salva a la cría es llamado Half-Tooth ("medio diente") y es el macho dominante de su grupo. Sin embargo, recientemente han llegado dos machos, que son hermanos y que se preparan para intentar usurparle a Half-Tooth la posición de dominancia. Durante su reinado como líder del grupo, Half-Tooth ha engendrado muchas crías y ha expulsado muchos rivales, pero es la primera vez que se ve desafiado por dos oponentes a la vez. Half-Tooth sale a combatir a los dos hermanos, mientras las hembras se dan prisa para esconder las crías. Half-Tooth es derrotado por los hermanos y se ve obligado a huir, abandonando su grupo.
Ya solitario, la vida se vuelve mucho más dura para Half-Tooth. Mientras lideraba el grupo, no le había hecho falta salir a cazar porque eran las hembras las que lo hacían. Se refugia en un bosque de arbustos; mientras los hermanos se preparan para matar las crías de Half-Tooth, pues las hembras no aceptarán su autoridad mientras las crías estén vivas. Half-Tooth encuentra un Megatherium, un perezoso gigante del que debe alejarse para evitar ser atacado.
Unas semanas más tarde, los hermanos ya han conseguido eliminar todas las crías de Half-Tooth, excepto a dos y se dedican a vigilar los límites de su territorio. Cuando la madre de las dos crías sale a cazar, las esconde entre la hierba alta para que los hermanos no las encuentren. Las hembras salen a cazar Macrauchenia, un extraño ungulado sudamericano. Les preparan una emboscada y los Macrauchenia empiezan su huida, pero los felinos consiguen derribar y matar a uno. Debido a la fragilidad de sus dientes de sable, los Smilodon dejan bastante carne en el cadáver y más tarde los forusrácidos vienen a alimentarse de la carroña.
Cuando las hembras vuelven de la caza, la madre descubre que las dos crías finalmente han sido asesinadas por los hermanos. Half-Tooth aunque ha permanecido cerca de su antiguo territorio y encuentra los cadáveres de las crías. Su apariencia física demuestra que está teniendo problemas para adaptarse a la vida en solitario en el bosque de arbustos. Cuando se prepara para emboscar un Macrauchenia, este es asustado por un Megatherium y la caza de Half-Tooth no tiene éxito. Más adelante, descubre una madre y una cría de Macrauchenia que se han separado del rebaño, pero un forusrácido se le adelanta y mata la cría. Sin embargo, Half-Tooth ahuyenta el pájaro y se alimenta del ungulado. Mientras tanto, su antiguo grupo está prosperando y los hermanos se aparean con las hembras.
Sin embargo, un acontecimiento está a punto de cambiarlo todo. Intentando defender su caza, uno de los hermanos es muerto por un Megatherium. El macho que queda tiene problemas para controlar el grupo, pues no era el macho dominante y Half-Tooth decide volver a luchar contra el hermano que queda por recuperar el dominio del grupo. Ambos luchan en la orilla de un río y esta vez es Half-Tooth quien triunfa, hiriendo mortalmente a su rival. Los forusrácidos se comen el cadáver del felino derrotado, mientras que Half-Tooth vuelve a convertirse en líder de su grupo y, un año más tarde, vuelve a engendrar crías.